# World’s Finest Comics
World’s Finest Comics (deutsch „Der Welt beste Comics“ bzw. bezogen auf die behandelten Figuren Der Welt Besten Comics) war der Titel eines Comicmagazins, das zwischen 1941 und 1986 von dem US-amerikanischen Verlag DC veröffentlicht wurde und in dessen Comicuniversum spielten. Zunächst wurde die Comic-Reihe mit Heft Nummer 1 unter dem Titel World’s Best Comics (1941) veröffentlicht. Nachdem DC jedoch eine Unterlassungsverfügung, erwirkt von Better Publications, die bereits seit November 1939 eine Heftreihe unter dem Titel Best Comics publizierten, erhalten hatte, wurde der Titel jedoch mit Heft Nummer 2 zu World’s Finest Comics geändert und bis zur Einstellung der Reihe 1986 unter dem Titel beibehalten.
Im August 2003 wurde das Konzept des Heftes mit einer neuen Heftreihe nun jedoch unter dem Titel Superman/Batman (im deutschsprachigen Raum in umgekehrter Nennung Batman/Superman publiziert) wieder aufgenommen. Daneben erschienen bei DC Comics auch weitere Serien mit einem vergleichbaren Titel, die aber auch von anderen Figuren (meist mit Bezug zu Batman und Superman) handeln konnten.

## Geschichte

### World’s Finest Comics
Das Magazin, dessen Ausgabe #1 noch den Titel World’s Best Comics trug, bevor dieses mit Ausgabe #2 in das bekannter gewordene World’s Finest Comics geändert wurde, beinhaltete routinemäßig in jeder Ausgabe Abenteuer der beiden beliebtesten Figuren im Besitz von DC: Batman und Superman. Aufgrund des gewissermaßen „leitmotivischen“ Themas der Serie, Abenteuer der beiden bekanntesten – oder sich zumindest am besten verkaufenden – Comicfiguren der Welt zu versammeln, erhob der Verlag im Titel von World’s Finest augenzwinkernd den Anspruch, zwischen den Umschlagseiten jedes Heftes „der Welt beste Comics“ zu veröffentlichen.
Die Idee zu einer Comicserie die Superman und Batman auf regelmäßiger Basis jeden Monat zu gemeinsamen Abenteuern zusammenbringen würde, war während der New Yorker Weltausstellung von 1939/40 entstanden. Dort war den Besuchern eine Comic-Sonderausgabe verkauft worden, auf dessen Cover die Superhelden Superman, Batman und dessen Juniorpartner Robin versammelt waren (ohne sich freilich im Inneren des besagten Heftes zu begegnen). Der Titel wurde später – vor allem fiktionsimmanent – durch ein Spiel mit der Doppeldeutigkeit des englischen Wortpaares World’s Finest damit begründet, dass der Titel darauf zurückzuführen sei, dass das Heldenduo Superman und Batman das world’s finest Heldenteam sei, also sinngemäß „das beste Team, mit dem der Planet Erde im Falle einer schweren Bedrohung zu seiner Rettung aufwarten kann“.
Ursprünglich umfasste jede World’s Finest-Ausgabe 96 Seiten und brachte neben den Batman- und Superman-Geschichte(n) auch noch einige andere Geschichten um andere Figuren im Besitz des Verlages. Beginnend mit der Ausgabe #71 von 1954 wurde die Serie in ihrem Seitenumfang drastisch gekürzt, so dass nur noch für eine einzige 22- bis 24-seitige Geschichte Platz war. Diese erzählte stets ein gemeinsames „Helden“-Abenteuer von Superman und Batman. Dieses Schema wurde bis zur Einstellung der Serie mit der Ausgabe #323 im Jahr 1986 beibehalten.

### Zwischenzeit
In den folgenden Jahren wurden weitere Miniserien und One Shots von DC veröffentlicht, die den Titel World’s Finest – meist ergänzt durch ein präzisierendes Attribut – als Hommage an die „gute alte Zeit“ aufgriffen. Zu diesen Miniserien und One Shots zählen:
- Eine dreiteilige Miniserie von Dave Gibbons und Steve Rude von 1990
- Eine dreiteilige Miniserie von 1994
- Eine zweiteilige Miniserie um Superboy und Robin, die beiden Juniorpartner der beiden „Großen“, von 1996
- Das One Shot Elseworlds’ Finest: Supergirl/Batgirl von 1998
- Das One Shot Superman and Batman: World’s Funnest über Mr. Mxyzptlk und Bat-Mite
- Eine zehnteilige Miniserie von 1999

### Superman/Batman
Superman/Batman (auf Deutsch bei Panini Comics Batman/Superman) war eine Serie die bei DC-Comics von August 2003 bis Herbst 2011 (Neustart des DC-Universums) veröffentlicht wurde und 87 Ausgaben erreichte. Die Serie erschien im monatlichen Rhythmus.
Das zentrale Thema war die Erforschung der von Kameradschaft und Rivalität geprägten Freundschaft der beiden Charaktere. Damit war die Serie eine direkte Fortsetzung der World’s Finest Comics, denen dasselbe inhaltliche Konzept zugrunde lag. Erzählmethodisch war die doppelte Erzählperspektive aus der Sicht beider Hauptfiguren ein wesentliches Charakteristikum der Serie.
Hauptautoren der Serie waren Jeph Loeb (#1–25), Mark Verheiden (#27–36) und Alan Burnett (#37–42). Als Gastautoren traten Sam Loeb (#26) und Joe Kelly (Annual #1) auf, Zeichner waren Ed McGuinness (#1–6, 20–25 und Annual #1), Michael Turner (#8–13), Carlos Pacheco (#14–18) und Dustin Nguyen (#37–42). Als Gastzeichner fungierten unter anderem Pat Lee (#7, 34–36), Ian Churchill (#19), Kevin Maguire (#27), Ethan Van Sciver (#28–31), Matthew Clark (#23–33), Ryan Ottley (Annual #1), Sean Murphy (Annual #1) und Carlo Barberi (Annual #1).

### Worlds’ Finest
Die Serie Worlds’ Finest wurde im Rahmen der New 52 gestartet. Sie behandelt die Abenteuer von Huntress und Power Girl von Erde 2.